# 第一代康伯米爾子爵斯特普爾頓·柯頓
第一代康伯米爾子爵斯特普爾頓·柯頓陆军元帅 GCB GCH KSI PC（英语：Stapleton Cotton, 1st Viscount Combermere，1773年11月14日—1865年2月21日），是一位英国陆军军官、外交官和政治家。康伯米尔子爵曾作为一名下级军官参加了佛兰德斯战役、第四次英国-迈索尔战争以及1803年镇压罗伯特·埃米特起义。康伯米尔在阿瑟·韦尔斯利的军队中指挥一个骑兵旅，之后在半岛战争的后期被授予骑兵总指挥权。战后，康伯米尔担任爱尔兰驻军总司令，后转任印度驻军总司令。在印度任职期间，康伯米尔指挥部队袭击巴拉特普尔，并占领了这座以前被认为坚不可摧的堡垒。

## 军旅生涯

### 1790–1805年
康伯米尔子爵斯特普尔顿·科顿出生于登比郡的卢韦尼宫，他是第五代从男爵罗伯特·索尔兹伯里·科顿爵士（Sir Robert Salusbury Cotton）和弗朗西斯·科顿（Frances Cotton，婚前姓Stapleton）存活的第二个儿子。当他八岁时，科顿被送到奥德莱姆的文法学校寄宿，在那里他接受了校长威廉·赛尔蒙（William Salmon）牧师的辅导。科顿是一个敏捷、活泼的男孩，被他的家人称为“年轻的急流”，但也因此经常受伤。在奥德莱姆学习三年后，科顿在西敏公学继续接受教育，他的同学包括未来的元帅约翰·拜恩和诗人罗伯特·骚赛。西敏公学之行后，科顿前往贝斯沃特的一所私立军事学院诺伍德之家（Norwood House），该学院由什罗普郡民兵雷诺兹少校管理，雷诺兹少校是他父亲的熟人。1790年2月26日，科顿的父亲为科顿讨来了第23皇家威尔士燧发枪团的一个少尉军衔，科顿则于1791年在都柏林加入该团。科顿于1791年4月9日在第77团晋升中尉，并于4月13日调回第23步兵团。科顿于1793年2月28日在第6龙骑兵卫队中晋升上尉。科顿随后在同年8月的敦刻尔克围城战和隔年4月佛兰德斯战役期间在约克公爵的指挥下参战。科顿于1794年4月28日在第59步兵团晋升少校，并于同年9月27日在第25轻龙骑兵团（后来的第22团）晋升中校团长。
1796年，科顿随团前往印度。在途中，他参加了开普殖民地于1796年7月至8月的军事行动。抵达印度后，科顿参加了1799年5月第四次盎格鲁-迈索尔战争期间的瑟里甘帕顿围城，在那里科顿第一次见到了阿瑟·韦尔斯利上校，后来的威灵顿公爵。1800年2月18日，科顿成为第16轻龙骑兵团的团长，随团驻扎在布莱顿。1800年1月1日，科顿晋升上校，并于1802年随团被派往爱尔兰，于隔年参与镇压罗伯特·埃米特的起义。1805年11月2日，科顿晋升少将，并被任命为韦茅斯骑兵旅的旅长。

### 半岛战争
科顿于1806年当选纽瓦克选区的国会议员。1809年4月，科顿的部队被部署到葡萄牙，他本人在阿瑟·韦尔斯利的军队中指挥一个骑兵旅。在整个半岛战争期间，科顿在战斗中既表现勇敢又穿着华丽，被昵称为“Lion d'Or”（金狮）。科顿随军参加了1809年5月的第二次波尔图战役和7月的塔拉韦拉战役。同年8月，科顿在继承其父亲的从男爵爵位后返回家乡并查看了他的庄园。科顿于1810年5月返回葡萄牙，在晋升代中将并成为骑兵总司令后，科顿于1810年9月参加了布萨科战役，随后负责指挥部队撤退到托雷斯·韦德拉什防线。
科顿于1812年1月1日正式晋升中将。随后于同年7月参加了萨拉曼卡战役，在此战中科顿是英军的副司令。在交战期间，他成功地率领骑兵冲击法军莫库内将军的部队，威灵顿感叹道：“上帝保佑科顿，我一生中从未见过如此美丽的事物；这一天属于你。”在战斗结束时，科顿不小心被一名葡萄牙哨兵开枪击中。为了表彰他的英勇行为，科顿于1812年8月21日获得巴斯勋章，并于1813年3月11日被授予葡萄牙塔与剑荣誉骑士大十字勋章。
科顿参加了1813年7月的比利牛斯山脉战役、1814年2月的奥尔泰兹战役和同年4月的图卢兹战役。鉴于战斗中的表现，科顿于1814年5月3日在切斯特被封为康伯米爾男爵，并于1815年1月4日获得巴斯勋章骑士大十字勋章。

### 1815–1822年

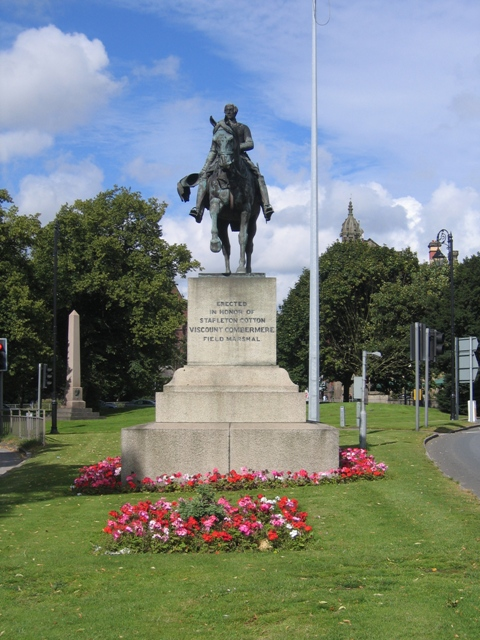
柴郡切斯特城堡外的康伯米尔勋爵雕像

科顿没有参与滑铁卢战役，因为在摄政王的坚持下，英军骑兵的指挥权被交给了更高级的军官安格尔西侯爵（当时还是阿克斯布里奇伯爵）。当安格尔西侯爵受伤后，科顿接替了指挥权，并在敌对行动停止后在占领军的部队中服役。
科顿于1817年3月成为巴巴多斯总督和西印度驻军司令。在西印度群岛，科顿的副官是托马斯·穆迪爵士。
1821年1月，他被任命为希尔内斯的最后一任总督，随后于1822年成为爱尔兰驻军总司令。

### 1825–30年
科顿于1825年5月27日晋升上将，成为印度驻军总司令。在1826年1月18日，经过三周的围攻后，科顿率军攻占了巴拉特普尔土邦的首都及其堡垒，该堡垒以前曾被认为坚不可摧。由于他在印度取得的胜利，科顿晋升康伯米爾子爵。1827年2月，在他返回英国时，科顿带回了17.75吨的巴拉特普尔炮，这门炮多年来一直矗立在伍尔维奇的皇家炮兵营房外。科顿于1830年正式退役。

### 1850年后

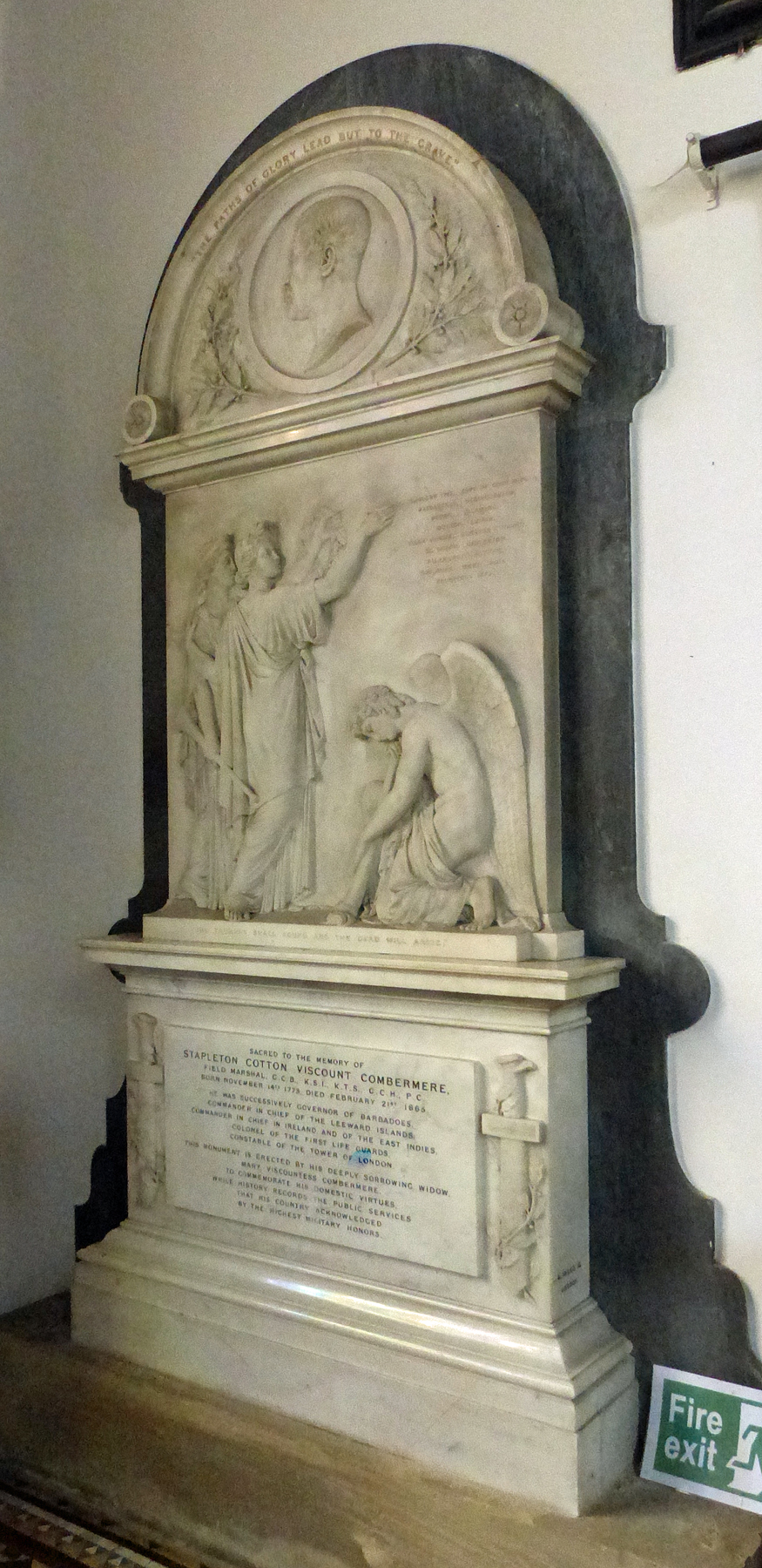
圣玛格丽特教堂的科顿纪念碑

科顿于1852年10月接替威灵顿成为伦敦塔侍卫长，并于1855年10月2日晋升陆军元帅。1861年8月19日，科顿获得印度之星骑士勋章。
此外，科顿还担任过第20轻龙骑兵团和第3国王轻龙骑兵团的名誉团长，后担任是第1近卫步兵团的团长。1865年2月21日，科顿在布里斯托尔的故居逝世，享年91岁，葬于伦伯里的圣玛格丽特教堂。1865年10月，柴郡居民在切斯特竖立了一座科顿的青铜雕像。

## 奴隶所有权
在1833年废除奴隶制法案和1837年奴隶补偿法案之后，科顿作为一名奴隶主获得了一笔报酬。科顿在圣基茨和尼维斯拥有420名奴隶，并在当时获得了7,195英镑的补偿（2023年价值72.6万英镑）。

## 家庭
科顿一生结过三次婚：

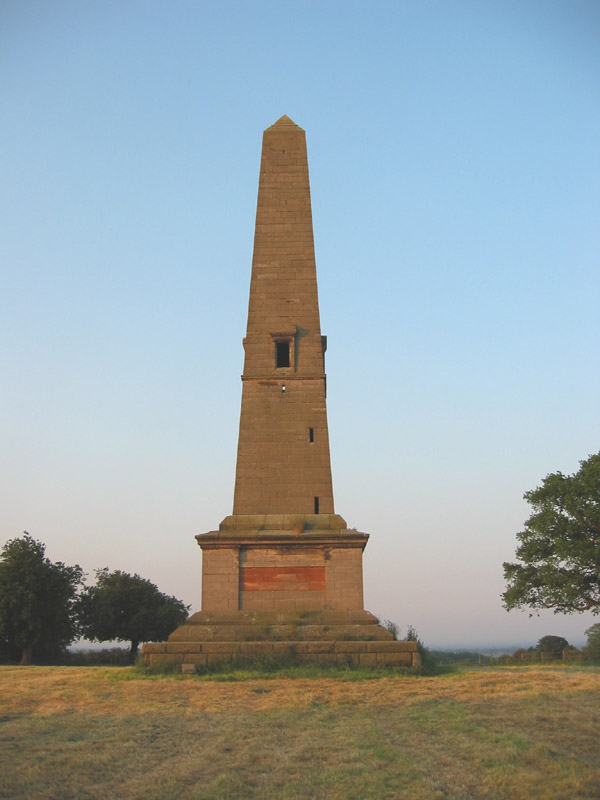
位于什罗普郡惠特彻奇附近纪念科顿的方尖碑

- 1801年1月1日，科顿于第三代纽卡斯尔公爵托马斯·佩勒姆-克林顿的女儿安娜·玛丽亚·克林顿夫人（卒于1807年5月31日）结婚。两人育有三个孩子：[20]

- 罗伯特·亨利·斯特普爾頓·柯頓（Robert Henry Stapleton Cotton，1802年1月18日 – 1821年）
- 另外两个儿子皆夭折

- 1814年6月22日，科顿与卡罗琳·格林维尔（Caroline Greville，卒于1837年1月25日）结婚，两人有三个孩子：[23]

- 第二代康伯米爾子爵威灵顿·亨利·斯特普爾頓·柯頓（Wellington Henry Stapleton-Cotton，2nd Viscount Combermere，1818–1891年）
- 卡罗琳·斯特普爾頓·柯頓（Caroline Stapleton-Cotton，生于1815年），她于1837年与第四代唐郡侯爵亚瑟·希尔结婚
- 梅丽奥拉·艾米丽·安娜·玛丽亚·科顿（Meliora Emily Anna Maria Cotton）

- 1838年，科顿与玛丽·伍利（Mary Woolley，婚前姓Gibbings）结婚，两人没有任何孩子。[5]